# Astyanax giton
Astyanax giton és una espècie de peix de la família dels caràcids i de l'ordre dels caraciformes.

## Morfologia
- Els mascles poden assolir 8 cm de llargària total.[4][5]

## Hàbitat
Viu a àrees de clima subtropical (entre 20 °C-25 °C).

## Distribució geogràfica
Es troba a Sud-amèrica: Brasil.